# Edgar Hösch
Edgar Hösch (* 20. August 1935 in Aschaffenburg) ist ein deutscher Historiker und emeritierter Professor für Geschichte Osteuropas und Südosteuropas an der Universität München.

## Leben
Nach dem Abitur am Humanistischen Gymnasium in Aschaffenburg studierte Hösch an der Universität München ab 1954 Geschichte, Klassische und Mittellateinische Philologie und Germanistik für das Lehramt an Gymnasien, daran schloss sich ein Promotionsstudium in Osteuropäischer Geschichte, Slavistik und Byzantinistik an, das er 1962 mit der Promotion über Evgenij Viktorovič Tarle und seine Stellung in der sowjetischen Geschichtswissenschaft abschloss. Es folgten Lehraufträge an der Universität und 1967 die Habilitation, der eine Berufung als außerplanmäßiger Professor und Abteilungsvorsteher für osteuropäische Geschichte am Historischen Institut der Universität des Saarlandes in Saarbrücken unmittelbar folgte. Von 1971 bis 1975 war er ordentlicher Professor für osteuropäische Geschichte an der Universität Würzburg. 1975 trat er die Nachfolge von Georg Stadtmüller auf dem Münchener Lehrstuhl für Geschichte Osteuropas und Südosteuropas an. 1976 wurde er auch Leiter der Historischen Abteilung des außeruniversitären Osteuropa-Institutes in München. Diese Funktion übergab er 2004 an seinen Münchener Nachfolger Martin Schulze Wessel. Von 1990 bis 2007 war er als Nachfolger von Mathias Bernath Leiter des Südost-Instituts in München.
Seine Forschungen umfassen die Geschichte Osteuropas und Südosteuropas vom Mittelalter bis in die Neuzeit. In den letzten Jahren widmete er sich besonders der Geschichte Finnlands. Er gehört auch zu den Pionieren des Einsatzes der elektronischen Datenverarbeitung in den historischen Wissenschaften. Die Übernahme der Personenkartei Erik Amburgers, die über 90.000 Ausländer im vorrevolutionären Russland verzeichnet, in eine Datenbank, unterstützt von der Fritz-Thyssen-Stiftung und der Stiftung Volkswagenwerk, wurde von ihm in das Arbeitsprogramm des Osteuropa-Instituts übernommen. Auch für die Virtuelle Fachbibliothek Osteuropa übernahm er die Federführung bei der Antragstellung für die Finanzierung durch die DFG.
Er war Herausgeber des Lexikons zur Geschichte Südosteuropas sowie der wissenschaftlichen Zeitschriften Jahrbücher für Geschichte Osteuropas, Russia mediaevalis und Südosteuropa. Außerdem ist er Mitherausgeber der Südost-Forschungen. Hinzu kommt seine Tätigkeit für diese Schriftenreihen: Schriften zur Geistesgeschichte des östlichen Europa, Veröffentlichungen des Osteuropa-Institutes München, Reihe: Geschichte, Südosteuropäische Arbeiten und Untersuchungen zur Gegenwartskunde Südosteuropas.
1996 wurde er zum auswärtigen Mitglied der Finnischen Akademie der Wissenschaften gewählt.

## Schriften (Auswahl)
Autor
- Evgenij Viktorovič Tarle (1875–1955) und seine Stellung in der sowjetischen Geschichtswissenschaft (= Veröffentlichungen des Osteuropa-Instituts München. Bd. 23). Harrassowitz, Wiesbaden 1964, DNB 452057027 (zugleich: Dissertation, Universität München, 1962; Digitalisat).
- Orthodoxie und Häresie im alten Russland (= Schriften zur Geistesgeschichte des östlichen Europa. Bd. 7). Harrassowitz, Wiesbaden 1975, ISBN 3-447-01666-3 (zugleich: Habilitationsschrift, Universität München; Digitalisat).
- mit Hans-Jürgen Grabmüller: Daten der russischen Geschichte. 2 Bände. DTV, München 1981, ISBN 3-423-03240-5, ISBN 3-423-03241-3.
- Geschichte der Balkanländer. Von der Frühzeit bis zur Gegenwart. Beck, München 1988; 5., aktualisierte und erweiterte Auflage. Beck, München 2008, ISBN 978-3-406-57299-9.
- Geschichte Russlands. Von den Anfängen des Kiever Reiches bis zum Zerfall des Sowjetimperiums. Kohlhammer, Stuttgart 1996, ISBN 3-17-011322-4.
- Geschichte des Balkans (= C. H. Beck Wissen). Beck, München 2004; 4., aktualisierte Auflage 2017, ISBN 978-3-406-50856-1.
- Kleine Geschichte Finnlands (= C. H. Beck Wissen). Beck, München 2009, ISBN 978-3-406-58455-8.
- mit Erich Donnert: Altrussisches Kulturlexikon. Steiner, Stuttgart 2009, ISBN 978-3-515-09224-1.

Herausgeber
- mit Franz-Lothar Altmann und Annli Ute Gabanyi: Reformen und Reformer in Osteuropa. Pustet, Regensburg 1994, ISBN 3-7917-1416-3.
- mit Horst Brunner, Rolf Sprandel und Dietmar Willoweit: Gründe und Begründungen für den Krieg. Würzburger Tagung vom 15.–18. Oktober 1997 (= Imagines Medii Aevi. Interdisziplinäre Beiträge zur Mittelalterforschung. Bd. 2). Wiesbaden 1999.
- Deutschland und Finnland im 20. Jahrhundert (= Veröffentlichungen des Osteuropa-Instituts München. Reihe: Forschungen zum Ostseeraum. Bd. 4). Harrassowitz, Wiesbaden 1999, ISBN 3-447-04200-1 (Digitalisat).
- mit Karl Nehring und Holm Sundhaussen: Lexikon zur Geschichte Südosteuropas (= UTB. Bd. 8270). Redaktion Konrad Clewing. Böhlau, Wien 2004, ISBN 3-205-77193-1.